# Bahnstrecke Sävsjö–Målilla
| Bahnhof Sävsjö |                                                    |                                                              |                                                              |
| Streckenlänge: | Sävsjö–Vetlanda 29,7 km Hvetlanda–Målilla 50,73 km |                                                              |                                                              |
| Spurweite: | 891 mm (schwed. 3-Fuß-Spur)                        |                                                              |                                                              |
| Maximale Neigung: | Sävsjö–Vetlanda 20 ‰ Vetlanda–Målilla 30 ‰         |                                                              |                                                              |
| Minimaler Radius: | Sävsjö–Vetlanda 200 m Vetlanda–Målilla 300 m       |                                                              |                                                              |
| Streckengeschwindigkeit: | Sävsjö–Vetlanda 30 km/h Vetlanda–Målilla 40 km/h   |                                                              |                                                              |
| |                                                    |                                                              |                                                              |
| \| \| \| Södra stambanan von Malmö \| \| \| \| 0 \| Sävsjö \| Sävsjö \| \| \| \| Södra stambanan nach Stockholm \| \| \| \| 1 \| Sävsjö Östra/Spången (nicht im Fahrplan veröffentlicht) \| Sävsjö Östra/Spången (nicht im Fahrplan veröffentlicht) \| \| \| 5 \| Gåvan \| Gåvan \| \| \| 6 \| Vallsjöbaden (nicht im Fahrplan veröffentlicht (Saisonhalt)) \| Vallsjöbaden (nicht im Fahrplan veröffentlicht (Saisonhalt)) \| \| \| 9 \| Hultagård \| Hultagård \| \| \| 13 \| Lannaskedebrunn \| Lannaskedebrunn \| \| \| 16 \| Landsbro \| Landsbro \| \| \| 20 \| Myresjö \| Myresjö \| \| \| 24 \| Smålands Hallinge \| Smålands Hallinge \| \| \| 26 \| Hultaby \| Hultaby \| \| \| \| von Nässjö \| \| \| \| 30 \| Vetlanda (alt: Hvetlanda) \| Vetlanda (alt: Hvetlanda) \| \| \| \| Sävsjöström–Nässjö Järnväg nach Sävsjöström \| \| \| \| \| Emån \| \| \| \| 34 \| Flugeby \| Flugeby \| \| \| 39 \| Holsbybrunn \| Holsbybrunn \| \| \| 43 \| Alsheda \| Alsheda \| \| \| 45 \| Bruksgården \| Bruksgården \| \| \| 47 \| Ådelsfors \| Ådelsfors \| \| \| 53 \| Tålång \| Tålång \| \| \| 58 \| Kvillsfors \| Kvillsfors \| \| \| 67 \| Järnforsen \| Järnforsen \| \| \| 72 \| Årena \| Årena \| \| \| \| Bahnstrecke Växjö–Åseda–Hultsfred von Växjö \| \| \| \| \| Emån \| \| \| \| 76 \| Gårdveda \| Gårdveda \| \| \| \| Bahnstrecke Växjö–Åseda–Hultsfred nach Hultsfred \| \| \| \| 79 \| Målilla By \| Målilla By \| \| \| \| Bahnstrecke Nässjö–Oskarshamn von Oskarshamn \| \| \| \| 81 \| Målilla (ehem. Bhf.) \| Målilla (ehem. Bhf.) \| \| \| \| Bahnstrecke Nässjö–Oskarshamn nach Hultsfred \| \| |                                                    |                                                              |                                                              |
| Strecke |                                                    | Södra stambanan von Malmö                                    | Södra stambanan von Malmö                                    |
| Bahnhof | 0                                                  | Sävsjö                                                       | Sävsjö                                                       |
| Abzweig ehemals geradeaus und nach links |                                                    | Södra stambanan nach Stockholm                               | Södra stambanan nach Stockholm                               |
| Haltepunkt / Haltestelle (Strecke außer Betrieb) | 1                                                  | Sävsjö Östra/Spången (nicht im Fahrplan veröffentlicht)      | Sävsjö Östra/Spången (nicht im Fahrplan veröffentlicht)      |
| Haltepunkt / Haltestelle (Strecke außer Betrieb) | 5                                                  | Gåvan                                                        | Gåvan                                                        |
| Haltepunkt / Haltestelle (Strecke außer Betrieb) | 6                                                  | Vallsjöbaden (nicht im Fahrplan veröffentlicht (Saisonhalt)) | Vallsjöbaden (nicht im Fahrplan veröffentlicht (Saisonhalt)) |
| Bahnhof (Strecke außer Betrieb) | 9                                                  | Hultagård                                                    | Hultagård                                                    |
| Bahnhof (Strecke außer Betrieb) | 13                                                 | Lannaskedebrunn                                              | Lannaskedebrunn                                              |
| Bahnhof (Strecke außer Betrieb) | 16                                                 | Landsbro                                                     | Landsbro                                                     |
| Bahnhof (Strecke außer Betrieb) | 20                                                 | Myresjö                                                      | Myresjö                                                      |
| Haltepunkt / Haltestelle (Strecke außer Betrieb) | 24                                                 | Smålands Hallinge                                            | Smålands Hallinge                                            |
| Haltepunkt / Haltestelle (Strecke außer Betrieb) | 26                                                 | Hultaby                                                      | Hultaby                                                      |
| Abzweig ehemals geradeaus und von links |                                                    | von Nässjö                                                   | von Nässjö                                                   |
| Kopfbahnhof Strecke ab hier außer Betrieb | 30                                                 | Vetlanda (alt: Hvetlanda)                                    | Vetlanda (alt: Hvetlanda)                                    |
| Abzweig geradeaus und nach rechts (Strecke außer Betrieb) |                                                    | Sävsjöström–Nässjö Järnväg nach Sävsjöström                  | Sävsjöström–Nässjö Järnväg nach Sävsjöström                  |
| Brücke über Wasserlauf (Strecke außer Betrieb) |                                                    | Emån                                                         | Emån                                                         |
| Haltepunkt / Haltestelle (Strecke außer Betrieb) | 34                                                 | Flugeby                                                      | Flugeby                                                      |
| Bahnhof (Strecke außer Betrieb) | 39                                                 | Holsbybrunn                                                  | Holsbybrunn                                                  |
| Bahnhof (Strecke außer Betrieb) | 43                                                 | Alsheda                                                      | Alsheda                                                      |
| Haltepunkt / Haltestelle (Strecke außer Betrieb) | 45                                                 | Bruksgården                                                  | Bruksgården                                                  |
| Bahnhof (Strecke außer Betrieb) | 47                                                 | Ådelsfors                                                    | Ådelsfors                                                    |
| Bahnhof (Strecke außer Betrieb) | 53                                                 | Tålång                                                       | Tålång                                                       |
| Bahnhof (Strecke außer Betrieb) | 58                                                 | Kvillsfors                                                   | Kvillsfors                                                   |
| Bahnhof (Strecke außer Betrieb) | 67                                                 | Järnforsen                                                   | Järnforsen                                                   |
| Haltepunkt / Haltestelle (Strecke außer Betrieb) | 72                                                 | Årena                                                        | Årena                                                        |
| Abzweig geradeaus und von rechts (Strecke außer Betrieb) |                                                    | Bahnstrecke Växjö–Åseda–Hultsfred von Växjö                  | Bahnstrecke Växjö–Åseda–Hultsfred von Växjö                  |
| Brücke über Wasserlauf (Strecke außer Betrieb) |                                                    | Emån                                                         | Emån                                                         |
| Bahnhof (Strecke außer Betrieb) | 76                                                 | Gårdveda                                                     | Gårdveda                                                     |
| Abzweig geradeaus und nach links (Strecke außer Betrieb) |                                                    | Bahnstrecke Växjö–Åseda–Hultsfred nach Hultsfred             | Bahnstrecke Växjö–Åseda–Hultsfred nach Hultsfred             |
| Haltepunkt / Haltestelle (Strecke außer Betrieb) | 79                                                 | Målilla By                                                   | Målilla By                                                   |
| Abzweig ehemals geradeaus und von rechts |                                                    | Bahnstrecke Nässjö–Oskarshamn von Oskarshamn                 | Bahnstrecke Nässjö–Oskarshamn von Oskarshamn                 |
| Blockstelle | 81                                                 | Målilla (ehem. Bhf.)                                         | Målilla (ehem. Bhf.)                                         |
| Strecke |                                                    | Bahnstrecke Nässjö–Oskarshamn nach Hultsfred                 | Bahnstrecke Nässjö–Oskarshamn nach Hultsfred                 |

Die Bahnstrecke Sävsjö–Målilla war eine schwedische Eisenbahnstrecke in der Provinz Jönköpings län und der historischen Provinz Småland, die von zwei Aktiengesellschaften in der Spurweite 891 mm (Schmalspur) geplant und gebaut wurde. Die alte Schreibweise der Stadt Vetlanda ging mit Hvetlanda in die Namen der Gesellschaften ein.

## Hvetlanda–Sävsjö Järnväg (HvSJ)
In den späten 1880er-Jahren wuchs der alte Handelsplatz mit eigener Kirchengemeinde Vetlanda und erhielt städtischen Charakter. 1920 erhielt der Ort die Stadtrechte.
Während der Ort um 1870 durch fünf Landstraßen direkt erreichbar war, waren die nächsten Bahnhöfe Eksjö und Sävsjö etwa 30 Kilometer entfernt. Verschiedene Personen wie Fredrik Lothigius, A. T. Mellin, A. W. Petri und A. Th. Rudelius sahen für die weitere Entwicklung der Gemeinde einen Bahnanschluss als unerlässlich. Zusammen mit dem Reichstagsabgeordneten S. Jonsson beantragten sie eine Konzession für eine Schmalspurbahn zwischen Sävsjö und Vetlanda. Den Kostenvoranschlag und die Zeichnungen für die 29,7 Kilometer lange Strecke fertigte G. Hammarström. Er schätzte die Kosten für den gesamten Bau zusammen mit den Fahrzeugen auf etwa 631.000 Kronen.

### Gründung der Aktiengesellschaft
Die konstituierende Sitzung von Hvetlanda–Sävsjö Järnvägsaktiebolag (HvSJ) fand am 25. Februar 1882 in Vetlanda statt. Der Vorstand wurde aus dem Personenkreis gebildet, der die Konzession beantragt hatte. Am 28. Juli 1882 wurde die Konzession mit der Auflage erteilt, dass auf der Bahnstrecke bis zum 1. Januar 1887 der allgemeinen Verkehr eröffnet werden muss.
Dazu bewilligte der Staat zusätzlich ein Darlehen in Höhe von 300.000 Kronen.

### Bau und Einweihung
Die Bauarbeiten begannen unmittelbar nach der Konzessionserteilung. G. Hammarström trieb diese effektiv voran, so dass die Strecke bereits am 30. August 1885 für den allgemeinen Verkehr eröffnet werden konnte. Der provisorische Güterverkehr wurde schon ab dem 5. Dezember 1884 betrieben. In der Schlussrechnung wurden Kosten von 664.121 Kronen ausgewiesen. Die Nebengleise hatten eine Gesamtlänge von 2,9 Kilometer. Die Strecke wurde mit Stahlschienen mit einem Metergewicht von 15 kg/m errichtet.

### Fahrzeuge
| Nummer | Name              | Bauart    | Achsfolge | Hersteller      | Fabr.-Nr./ Baujahr | Besonderes                                                                                      |
| ------ | ----------------- | --------- | --------- | --------------- | ------------------ | ----------------------------------------------------------------------------------------------- |
| 1      | HVETLANDA         | Tenderlok | C         | Motala Verkstad | 68/ 1884           | 1905 an HvMJ                                                                                    |
| 2      | FREDRIK LOTHIGIUS | Tenderlok | C         | Motala Verkstad | 71/ 1884           |                                                                                                 |
| 3      | STEN STURE        | Tenderlok | C         | Motala Verkstad | 107/ 1890          | bei Hvetlanda Järnvägar ab 1917 Nr. 3, 1945 nach Spitzbergen                                    |
| 4      | A. WILH. PETERI   | Tenderlok | C         | Motala Verkstad | 239/ 1900          | bei Hvetlanda Järnvägar ab 1917 Nr. 4, 1946 an SJ Kp 3048, heute bei Museumsbahn Anten–Gräfsnes |
| 5      | W. V. SCHWERIN    | Tenderlok | C         | Motala Verkstad | 344/ 1905          | bei Hvetlanda Järnvägar ab 1917 Nr. 5, 1946 an SJ Kp 3049, ausgemustert 1955                    |
| 1'     | VITTALA           | Tenderlok | 1' D      | Motala Verkstad | 398/ 1907          | bei Hvetlanda Järnvägar ab 1917 Nr. 1, 1946 an SJ N3p 3046, ausgemustert 1955                   |
| 6      |                   | Tenderlok | 1' D      | Motala Verkstad | 450/ 1910          | bei Hvetlanda Järnvägar ab 1917 Nr. 6, 1946 an SJ N3p 3047, ausgemustert 1960                   |

Für den Personenverkehr wurden fünf zweiachsige Personenwagen gekauft, die in Hjo Mekaniska Verkstad gebaut wurden, dazu eine Anzahl Güterwagen und ein Gepäckwagen. Der Güterwagenpark wurde im Laufe der Jahre erweitert. Ende des 19. Jahrhunderts nahm der Personenverkehr zu, so dass zwei Drehgestellpersonenwagen zusätzlich angeschafft wurden; ein weiterer folgte 1901.

### Fahrzeugunterhalt
Für die Fahrzeuge wurde zuerst ein Lokschuppen in Sävsjö errichtet. Er hatte lediglich ein Gleis mit einer davor liegenden 10,5 m–Drehscheibe.
In Vetlanda wurde 1885 ein Rundhaus mit drei Lokomotivständen und einer Werkstatt gebaut. Hierzu kam ebenso eine 10,5 m–Drehscheibe. Dieses Betriebswerk wurde aufgelassen, als 1906 die Rangieranlagen vergrößert wurden und die HvMJ eine neue Werkstatt und einen Lokschuppen baute. Dieser hatte fünf Standplätze und ebenso eine Drehscheibe. Als die Sävsjöström–Nässjö Järnväg 1914 Vetlanda erreichte, folgten neue Umbauarbeiten. Das nur wenige Jahre alte Betriebswerk wurde abgerissen und erneut neue Lokbehandlungsanlagen und Wagenwerkstätten 500 Meter nördlich des Bahnhofes gebaut. Fünf Schuppenstände, eine Werkstatt mit zwei Gleisen, Lagerhäuser und eine Drehscheibe wurden dort errichtet.

## Hvetlanda–Målilla Järnväg (HvMJ)
Mit der Eisenbahnverbindung nach Sävsjö wurde in Vetlanda erkannt, dass es von Nutzen wäre, eine weitere Verbindung zu einem eisfreien Hafen zu haben. Deshalb wurde Oskarshamn als idealer Hafen für die Verschiffung von Holz und anderen Gütern aus dem Einzugsbereich der Bahn vorgeschlagen.
So wurde eine weitere schmalspurige Eisenbahnstrecke von Vetlanda nach Målilla geplant. Dort konnten die Waren auf die Nässjö–Oskarshamns Järnväg (NOJ) umgeladen und weiter nach Oskarshamn befördert werden. Nach dem Einverständnis der Stadt und der NOJ beantragten W. von Schwerin, Th. Linell, der Verkehrsleiter der NOJ Emil Swensson, I. Andrée, der Abgeordnete J. G. Isacsso sowie Aug. Bäckman und C. A. Nilsson 1902 eine Konzession für die Strecke zwischen Vetlanda und Målilla.
Die Kostenschätzung für die Strecke durch A. Blomberg brachte geplante Aufwendungen von 1.447.000 Kronen. Die Konzession für die 50,73 km lange Strecke wurde am 24. Oktober 1902 erteilt. Zum Bau der Strecke wurde eine Anleihe von 600.000 Kronen aufgenommen, für die die NOJ bürgte. Die Gesellschaft erwartete erheblichen zusätzlichen Verkehr nach Fertigstellung der Strecke.
Die Gründung von Hvetlanda–Målilla Järnvägsaktiebolag (HvMJ) erfolgte am 28. Februar 1904. Der Vorstand bestand aus den Personen, die die Konzession beantragt hatten, Vorsitzender wurde W. von Schwerin. Die Bauarbeiten erfolgten ab August 1904 unter der Leitung von Ingenieur A. Alfred Schwanbom. Zum Bau der Strecke wurden zwei gebrauchte Dampflokomotiven von der Lidköping–Skara–Stenstorps Järnväg (LSSJ) gekauft. Am 21. Juni 1906 konnte die Strecke für den allgemeinen Verkehr eröffnet werden. Mit der HvSJ wurde eine Vereinbarung getroffen, dass sie mit ihren Fahrzeugen die Strecke der HvMJ bedient. Dadurch wurde die Gesamtstrecke betriebsmäßig eine Einheit. In der Schlussrechnung wurde für die Herstellung ein Betrag von 1.196.000 Kronen ausgewiesen. Zum Hauptgleis mit 50,78 Kilometern wurden noch 2,48 Kilometer Nebengleise gebaut. Es wurden Stahlschienen mit einem Metergewicht von 17,2 kg/m verwendet.
Erster Verkehrsleiter wurde Erik Lindbom, der kurz darauf zusätzlich die Verantwortung für die Vetlanda–Sävsjö Järnväg übernahm. Zudem war er Maschineningenieur und Schatzmeister für beide Gesellschaften. 1924 wurde T. G. Betts sein Nachfolger.

### Fahrzeuge
| Nummer | Name                        | Bauart    | Achsfolge | Hersteller                                     | Fabr.-Nr./ Baujahr | Besonderes |
| ------ | --------------------------- | --------- | --------- | ---------------------------------------------- | ------------------ | --- |
| 1      | SKARA                       | Tenderlok | C 2'      | Kristinehamns Mekaniska Verkstad, Kristinehamn | 8/ 1874            | 1905 von Lidköping–Skara–Stenstorps Järnväg (LSSJ Nr. 1), 1906 mit unbekanntem Ziel verkauft                         |
| 15     | MAGNUS GABRIEL DE LA GARDIE | Tenderlok | C         | Nydqvist & Holm, Trollhättan                   | 80/ 1877           | 1905 von Lidköping–Skara–Stenstorps Järnväg (LSSJ Nr. 5), 1910 an Ödegårdens Kalkbruk AB verkauft, dort verschrottet |
| 16     | HVETLANDA                   | Tenderlok | C         | Motala Verkstad, Motala                        | 68/ 1884           | 1905 von Hvetlanda–Sävsjö Järnvägsaktiebolag (HvSJ Nr. 1), 1911 an Ödegårdens Kalkbruk AB verkauft                   |

Für den Bau der Strecke wurde zahlreiches weiteres Rollmaterial beschafft, darunter eine Anzahl Güterwagen von der Hjo–Stentorps Järnväg, sowie die Lok „HVETLANDA“ der HvSJ. Dazu kamen einige Güterwagen. 1905 kaufte die NOJ einen Drehgestellpersonenwagen für die HvMJ und 1907 beschaffte die HvJM einen gebrauchten Drehgestellpersonenwagen von der Bahnstrecke Bredsjö–Degerfors mit einer Spurweite von 802 mm. Dieser wurde in Eigenregie auf 891 mm umgebaut.

### Fahrzeugunterhalt
1906 wurde für den Unterhalt der Fahrzeuge in Målilla am Nordende des Bahnhofes ein zweiständiger Ringlokschuppen errichtet, vor dem sich eine Drehscheibe mit einem Durchmesser von 10,5 m befand.
Ab 1909 schloss die Växjö–Åseda–Hultsfreds Järnväg (VÅHJ) im Bahnhof Gårdveda an die Strecke an. Die beiden Strecken trafen sich vor der Brücke über den Emån und benutzten diese bis zum Bahnhof gemeinsam.

## Aktiebolaget Hvetlanda Järnvägar
Da die beiden Bahngesellschaften den Betrieb gemeinsam durchführten, kam der Gedanke auf, die beiden Gesellschaften zu verschmelzen. Dieses Thema wurde in mehreren Sitzungen behandelt, jedoch immer wieder verworfen. Der Widerstand kam von der HvSJ, die einen sehr profitablen Betrieb vorweisen konnte. Deshalb lag deren Dividende bei sieben Prozent.
Am 12. Dezember 1914 eröffnete die normalspurige Sävsjöström–Nässjö Järnväg (SäNJ) ihren Betrieb. Damit war die HvSJ in Vetlanda mit dem Normalspurnetz nach Nässjö und nach Kalmar verbunden. Dort wurden zahlreiche Umbauten vorgenommen, die allesamt von der SäNJ bezahlt wurden. Damit entstand eine starke Konkurrenz zu HvSJ und HvMJ, denen Verkehrsleistungen zurückgingen. Um gegen die Konkurrenz vorzugehen, war ein Zusammenschluss unerlässlich. In der Hauptversammlung vom 8. Dezember 1915 beschlossen beide Gesellschaften die Fusion, noch am gleichen Tag wurde Aktiebolaget Hvetlanda Järnvägar mit einem Kapital von 551.950 Kronen gegründet. Den ersten Vorstand leitete Bankdirektor J. P. Zakrisson.
Am 9. Mai 1917 übernahm die neue Aktiengesellschaft die Konzessionen der HvSJ und HvMJ sowie die Verantwortung über das Staatsdarlehen. In den folgenden Jahren ergaben sich wenig Veränderungen. Die Industriebetriebe, vor allem zwischen Vetlanda und Målilla sorgten für großen Güterverkehr. In die Fahrzeuge wurden keine größeren Investitionen vorgenommen. Neben der Konkurrenz der Normalspurbahn wirkte sich das Aufkommen von Lastwagen und Bussen auf den Betrieb aus.

## Verstaatlichung
Seit 1939 wurde die Verstaatlichung von Privatbahnen in Schweden diskutiert. Im Rahmen der Allgemeinen Eisenbahnverstaatlichung in Schweden wurde die Hvetlanda Järnvägar am 1. Juli 1945 in eine staatliche Gesellschaft mit gleichem Namen umgewandelt und am 1. Januar 1946 von der SJ übernommen und in deren Organisation integriert. Die SJ rationalisierten den Betrieb und setzten Schienenbusse statt der dampfgeführten Reisezüge ein. Die Dampflokomotiven wurden später durch Diesellokomotiven ersetzt.

## Einstellung
Dennoch ließen die Verkehrsleistungen weiter nach, so dass es zu ersten Stilllegungen kam. Am 1. Februar 1956 wurde der Güterverkehr auf dem 5 Kilometer langen Abschnitt zwischen Gårdveda und Målilla eingestellt. Der komplette Personenverkehr auf der insgesamt 76 Kilometer langen Strecke folgte am 1. September 1961.
Nach weiteren zehn Jahren wurde der Güterverkehr auf dem 16 Kilometer langen Abschnitt zwischen Sävsjö und Landsbro am 1. Mai 1972 offiziell eingestellt. Die letzten Güterzüge waren schon im Juli 1962 zwischen Sävsjö und Hultagård sowie im Februar 1965 zwischen Hultagård und Landsbro gefahren. Ebenso wurde auf der Strecke zwischen Vetlanda und Järnforsen am 30. November 1984 der letzte schmalspurige Güterzug gefahren.
Der Streckenabbau erfolgte 1972 und 1973 zwischen Sävsjö und Landsbro. 1978 und 1979 verschwand das Gleis zwischen Landsbro und Vetlanda und 1991 zwischen Järnforsen und Gårdveda. Der Abbauzeitraum für den Abschnitt Gårdveda–Målilla ist nicht dokumentiert.

## Emådalsbanan
| Streckennummer: | 82                                                   |                                        |                                        |
| Streckenlänge: | Vetlanda–Järnforsen 37 km Kvillsfors–Pauliström 7 km |                                        |                                        |
| Spurweite: | 1435 mm (Normalspur)                                 |                                        |                                        |
| Streckengeschwindigkeit: | Bandel 872/873: (Vetlanda)–Kvillsfors::139 40 km/h   |                                        |                                        |
| |                                                      |                                        |                                        |
| \| \| \| von Nässjö \| \| \| \| 29,786 \| Vetlanda \| 183 m ö.h. \| \| \| \| SNJ nach Sävsjöström \| \| \| \| \| Emån \| \| \| \| 31,527 \| Brunnsgård \| Brunnsgård \| \| \| 37,214 \| Holsbybrunn \| Holsbybrunn \| \| \| 58,266 0 \| Kvillsfors \| Kvillsfors \| \| \| \| \| \| \| \| \| Anschl. Branslesystem \| \| \| \| 1 \| Nyboholm (Metsä Tissue) \| Nyboholm (Metsä Tissue) \| \| \| \| Emån \| \| \| \| \| Riksväg 47 \| \| \| \| 7 \| Pauliström (Uniglas und Metsä Tissue) \| Pauliström (Uniglas und Metsä Tissue) \| \| \| 8 \| Järnforsen (Plannja und Bränslesystem) \| Järnforsen (Plannja und Bränslesystem) \| |                                                      |                                        |                                        |
| Strecke |                                                      | von Nässjö                             | von Nässjö                             |
| Bahnhof | 29,786                                               | Vetlanda                               | 183 m ö.h.                             |
| Abzweig geradeaus und ehemals nach rechts |                                                      | SNJ nach Sävsjöström                   | SNJ nach Sävsjöström                   |
| Brücke über Wasserlauf |                                                      | Emån                                   | Emån                                   |
| Blockstelle | 31,527                                               | Brunnsgård                             | Brunnsgård                             |
| Blockstelle | 37,214                                               | Holsbybrunn                            | Holsbybrunn                            |
| Dienststation / Betriebs- oder Güterbahnhof | 58,266 0                                             | Kvillsfors                             | Kvillsfors                             |
| Strecke von links · Abzweig nach links und nach rechts · Strecke von rechts |                                                      |                                        |                                        |
| Strecke · Abzweig geradeaus und ehemals nach rechts |                                                      | Anschl. Branslesystem                  | Anschl. Branslesystem                  |
| Abzweig ehemals geradeaus und nach links · Betriebsstelle Streckenende und quer · Strecke | 1                                                    | Nyboholm (Metsä Tissue)                | Nyboholm (Metsä Tissue)                |
| Strecke (außer Betrieb) · Brücke über Wasserlauf |                                                      | Emån                                   | Emån                                   |
| Strecke mit Straßenbrücke (Strecke außer Betrieb) · Strecke |                                                      | Riksväg 47                             | Riksväg 47                             |
| Strecke (außer Betrieb) · Betriebsstelle Streckenende | 7                                                    | Pauliström (Uniglas und Metsä Tissue)  | Pauliström (Uniglas und Metsä Tissue)  |
| Betriebsstelle Streckenende (Strecke außer Betrieb) | 8                                                    | Järnforsen (Plannja und Bränslesystem) | Järnforsen (Plannja und Bränslesystem) |

Für die großen Industriebetriebe längs der ehemaligen Strecke der HvMJ war ein Bahnanschluss jedoch unerlässlich. Deshalb beschloss Statens Järnvägar, die Strecke Vetlanda–Järnforsen sowie die Nebenstrecke Kvillsfors–Nyboholm in Normalspur wieder zu errichten. Zudem kam eine sieben Kilometer lange Neubaustrecke von Nyboholms bruk nach Pauliström hinzu. Die neue Bahnstrecke wurde als Emådalsbanan bezeichnet.
Die gesamten Um- und Neubauarbeiten wurden von 1985 bis 1987 durchgeführt. Auf der Strecke Vetlanda–Kvillsfors–Nyboholm–Pauliström begann der normalspurige Güterverkehr am 7. Januar 1987. Zwischen Kvillsfors und Järnforsen wurde der Güterverkehr am 15. Mai 1987 aufgenommen. Am 1. Juli 1988 erhielt die Bahn den Status einer Provinzeisenbahn für den Güterverkehr. Die von Kvillsfors ausgehenden Strecken nach Järnforsen und Pauliström werden als Anschlussgleise betrieben.:137
Die Güterzüge werden von Green Cargo von Nässjö kommend nach Vetlanda und Pauliström mit Dieselloks der Baureihe T44 befördert. Ab Dezember 2009 fuhr TX Logistik zusätzlich einen Holzzug nach Järnforsen. Für den Abschnitt (Kvillsfors)–Järnforsen wurde der Streckenunterhalt eingestellt (schwedisch upphört underhåll), die Strecke ist ohne Verkehr.:14/15
Zum 1. Februar 2023 hat Green Cargo den Verkehr nach Pauliström eingestellt. Damit ist die gesamte Strecke ohne Verkehr.